# Conseil national de l'air
Le Conseil national de l'air (CNA) est une autorité de concertation, de consultation et de propositions dans le domaine de la lutte contre la pollution de l'air et l'amélioration de la qualité de l'air.
Il peut être saisi pour avis par le ministère de la Transition écologique « de toutes les questions relatives à la lutte contre la pollution de l’air et à l’amélioration de la qualité de l’air », et, plus généralement, sur « les projets de textes législatifs et réglementaires ayant une incidence dans ce domaine ». Il peut également s'autosaisir sauf avis contraire du gouvernement.

## Histoire
Créé par le décret no 97-432 du 29 avril 1997, modifié par le décret no 98-184 du 18 mars 1998, le CNA a été installé le 5 mars 1998 par Dominique Voynet, après l'adoption de la loi sur l'air et l'utilisation rationnelle de l'énergie, dite « Loi sur l'air ».

## Cadre légal
Les prérogatives et missions, la composition et l'organisation ainsi que le fonctionnement du Conseil national de l'air sont régis par les articles D221-16 à D221-22 du Code de l'environnement.

## Composition
Le secrétariat du Conseil national de l'air est assuré par le ministère de la Transition écologique.

### Les présidents
Entre 1997 et 2004, la présidence fut occupée (durant deux mandats) par Jean-Félix Bernard, représentant du Conseil régional d'Île-de-France. De 2004 à avril 2011, Philippe Richert, président du conseil général du Bas-Rhin et 1er vice-président du Sénat, a ensuite dirigé cette institution. En avril 2011, il est remplacé par Martial Saddier, député UMP élu de Haute-Savoie. De juillet 2018 à janvier 2023, la présidence est assurée par Jean-Luc Fugit, député LREM de la 11e circonscription du Rhône. La nouvelle présidente est Claire Pitollat, députée des Bouches-du-Rhône, nommée par un arrêté publié le 27 janvier 2023.

### Les membres
La composition du Conseil national de l'air est définie à l'article D221-17 du Code de l'environnement. Il est composé, outre un député et un sénateur désignés par les présidents de leurs chambres respectives, de 55 membres répartis en 6 collèges :
- Douze représentants de l’État (ministère de la Transition écologique ou ministère de la Santé, etc.) ;
- Douze représentants des collectivités territoriales : trois représentants désignés par l'Association des régions de France ; trois représentants désignés par l'Assemblée des départements de France , trois représentants désignés par l'Association des maires de France ; un représentant des autorités organisatrices des transports désigné par une association représentative ; deux représentants désignés par France Urbaine ;
- Huit représentants des professionnels : six représentants d'organisations professionnelles ou d'entreprises, respectivement, des secteurs de l'industrie, de l'agriculture, des transports, du logement et de l'énergie ; un représentant d'organisations professionnelles ou d'entreprises du secteur de la prévention, de la réduction ou de la mesure de la pollution de l'air ;un représentant du corps médical désigné par le Conseil national de l'ordre des médecins ;
- Trois représentants des salariés, membres d'organisations syndicales de salariés représentatives au niveau national ;
- Sept représentants d' associations, fondations et autres organismes : quatre représentants d'associations, d'organismes ou de fondations mentionnés à l'article L. 141-3 du code de l'environnement ; deux représentants d'associations de consommateurs, un représentant d'associations de personnes souffrant de pathologies respiratoires et cardio-vasculaires ;
- Treize personnalités qualifiées : deux représentants d'organismes agréés de surveillance de la qualité de l'air mentionnés  ;un représentant de l'Agence nationale de santé publique ;un représentant de l'Agence nationale de sécurité sanitaire de l'alimentation, de l'environnement et du travail ; un représentant de l'Institut national de l'environnement industriel et des risques ;un représentant de l'organisme certifié chargé par le ministère chargé de l'environnement de la réalisation technique des inventaires d'émissions dans l'air ; un représentant de l'Observatoire de la qualité de l'air intérieur ; six personnalités désignées en raison de leur compétence dans les domaines de la lutte contre la pollution de l'air et à l'amélioration de la qualité de l'air.

## Rémunération
L'article D221-22 du Code de l'environnement prévoit que les membres du Conseil national de l'air exerce leur fonction « à titre gratuit ».